# 志ほがま
志ほがま（しおがま、塩釜）は、宮城県塩竈市の代表的な銘菓。もち米に砂糖・塩・水あめ・青じそなどを混ぜ、型押しして造られた菓子。おもに塩竈市内の和菓子店などで作られている。鹽竈神社の門前町・宮町にある丹六園は、江戸時代中期から志ほがまを作っている老舗和菓子店である。
鹽竈神社の祭神で、塩の製法を伝えたと言われるシオツチノオジにちなむものとされる。1769年（明和6年）に越後屋の初代喜三郎が仙台藩主に献上したという。